# Sudimlja
Sudimlja (cyr. Судимља) – wieś w Serbii, w okręgu rasińskim, w gminie Brus. W 2011 roku liczyła 32 mieszkańców.